# Lorenzo Alonso González
Lorenzo Alonso González (Madrid, 1956) es un arquitecto y urbanista español especializado en proyectos bioclimáticos y proyectos integrados en contextos artísticos.

## Trayectoria
Alonso González es arquitecto por la Escuela Técnica Superior de Arquitectura de Madrid (ETSAM) desde 1979. Se graduó como técnico urbanista por el Instituto de Estudios de Administración Local (IEAL) en 1982. En los estudios de doctorado estuvo dirigido por los arquitectos Rafael Moneo, Sáenz de Oiza y Juan Navarro Baldeweg. En el año 1979 funda el estudio Lorenzo Alonso Arquitectos, S.L.P. Desde la sede española inicial de Madrid se trabajaron proyectos de arquitectura y urbanismos en diferentes localizaciones nacionales e internacionales, y el estudio tiene actualmente una segunda sede Suiza en Lausana.
El equipo dirigido por Alonso González en el estudio que dirige desarrolló multitud de investigaciones y proyectos que abarcan la escala de la arquitectura y la planificación territorial con una visión innovadora que introduce la sostenibilidad en el análisis y diseño de cada proyecto, incorporando los requerimientos medioambientales. Los proyectos incorporan diseños de eficiencia energética pasiva y activa, por ejemplo integrando elementos de generación energética como paneles fotovoltaicos en la definición formal de fachadas y cubiertas. La ciudad y el entorno productivo partiendo del edificio arquitectónico como reto de sostenibilidad que considera el ciclo vital de cada proyecto, analizar impactos en el entorno físico y social.
Los trabajos realizados están construidos en diferentes situaciones geográficas, nacionales e internacionales. También desarrollan propuestas de investigación como las realizada sobre espacios virtuales para la creación de “factorías de software”, una iniciativa para dar soluciones técnicas prototipadas a las nuevas necesidades creadas por la pandemia del COVID-19. Alonso González está colegiado en el Colegio Oficial de Arquitectos de Madrid (COAM). Entre los numerosos premios conseguidos destacar el de 2011 otorgado por el COAM a la Remodelación y adaptación ambiental de planta dosificadora de áridos y cemento.
El objetivo de integrar el arte en el espacio construido se desarrolla en el laboratorio de ideas creado por Alonso González, el espacio bop, un ámbito de encuentro interprofesional donde tienen cabida expresiones artísticas pluridisciplinares, música (con preferencias por el jazz como da a entender el nombre del espacio), pintura, escultura, poesía, literatura. El espacio se inauguró al trasladar el estudio a la nueva sede madrileña en 2004 en el barrio de la Guindalera.

## Obras seleccionadas
- Ayuntamiento de Alcorcón: destaca por su integración en el casco histórico en una plaza conformada en dos de sus lados por el Ayuntamiento y un edificios que es BIC, la iglesia de Santa María la Blanca.[8]
- Plan Parcial del distrito norte de Alcorcón.

## Premios
- 1994 Primer premio. Concurso de viviendas en Tres Cantos . Madrid.
- 2005 Primer premio. Concurso de la Unidad de Actuación en suelo urbano “Enclave 13” de Alcorcón. Madrid.
- 2010 Primer premio. 334 viviendas, Alcorcón
- 2011 Premio COAM a la labor de los arquitectos por el proyecto de la fábrica para una planta hormigonera, en la que se resuelven los problemas medioambientales generados por este tipo de instalaciones con un diseño arquitectónico y urbanístico innovador.[5][9]
- 2013 Premio al diseño en el “5th Landscape Architecture Exhibition ” de Belgrado Landscape Architecture Exhibition